# プリキュア〜永遠のともだち〜
- プリキュアシリーズ > プリキュアオールスターズ
  - 映画 プリキュアオールスターズNewStage みらいのともだち > プリキュア〜永遠のともだち〜
  - 映画 プリキュアオールスターズNewStage2 こころのともだち > プリキュア〜永遠のともだち〜
  - 映画 プリキュアオールスターズNewStage3 永遠のともだち > プリキュア〜永遠のともだち〜

「プリキュア〜永遠のともだち〜」（プリキュア えいえんのともだち）は、東映アニメーション製作のテレビアニメシリーズ『プリキュアシリーズ』の劇場版クロスオーバー作品・『プリキュアオールスターズNewStage』シリーズの主題歌曲。2012年から2014年にかけて3作の作品で用いられ、2014年公開の『NewStage3』では楽曲のサブタイトルが映画のサブタイトルにも採用された。これに併せてシングルCDもリリースされている。本記事では表題曲および同曲が収録されたCDとそれに同時収録されたカップリング曲についても詳述する。

## 概要
2012年3月に上映された『映画 プリキュアオールスターズNewStage みらいのともだち』のオープニングテーマとして制作された楽曲。BGM作曲を担当した高梨康治が作曲を手がけている。

## リリース一覧

### プリキュア〜永遠のともだち〜/トモダチ
「プリキュア〜永遠のともだち〜/トモダチ」（プリキュア えいえんのともだち/トモダチ）は、2012年3月公開の『映画 プリキュアオールスターズNewStage みらいのともだち』の主題歌が収録されたシングル。2012年3月14日にマーベラスAQLから発売された。

#### 収録曲
全曲 作詞：六ツ見純代、作曲・編曲：高梨康治
1. プリキュア〜永遠のともだち〜
歌：工藤真由
東映系アニメ映画『映画 プリキュアオールスターズNewStage みらいのともだち』オープニングテーマ
これまでプリキュアシリーズの主題歌を担当してきた工藤真由が歌唱を担当。
2. トモダチ
歌：池田彩
この年放送の『スマイルプリキュア!』で主題歌を歌った池田彩による楽曲。
映画の中では、ラストシーン（事件解決後のあゆみの登校→横浜市での素顔のプリキュア）にインストゥルメンタルが使用。
3. プリキュア〜永遠のともだち〜（カラオケ）
4. トモダチ（カラオケ）

### プリキュア〜永遠のともだち〜(2013Version)/みんなともだち
「プリキュア〜永遠のともだち〜(2013Version)/みんなともだち」（プリキュア えいえんのともだち 2013バージョン/みんなともだち）は、2013年3月13日にマーベラスAQLから発売された2013年3月公開の『映画 プリキュアオールスターズNewStage2 こころのともだち』の主題歌が収録されたシングル。

#### 収録曲
全作詞：六ツ見純代
1. プリキュア〜永遠のともだち〜(2013Version)
歌：工藤真由 & 黒沢ともよ & 吉田仁美
作曲・編曲：高梨康治
東映系アニメ映画『映画 プリキュアオールスターズNewStage2 こころのともだち』オープニングテーマ
前回歌った工藤真由に加え、『ドキドキ!プリキュア』の主題歌を担当する黒沢ともよと吉田仁美が参加している。
2. みんなともだち
歌：黒沢ともよ & 吉田仁美
作曲・編曲：藤澤健至
東映系アニメ映画『映画 プリキュアオールスターズNewStage2 こころのともだち』テーマソング
映画に登場するオリジナルキャラクターをイメージした楽曲。黒沢がエンエン、吉田がグレルとして歌唱している。
映画の中ではインストゥルメンタルバージョンで使用されている。

### プリキュア〜永遠のともだち〜(2014Version)/プリキュア・メモリ(NewStage3 Version)
「プリキュア〜永遠のともだち〜(2014Version)/プリキュア・メモリ(NewStage3 Version)」（プリキュア えいえんのともだち 2014バージョン/プリキュア・メモリ ニューステージ3バージョン）は、2014年3月12日にマーベラスAQLから発売された2014年3月公開の『映画 プリキュアオールスターズNewStage3 永遠のともだち』の主題歌が収録されたシングル。

#### 収録曲
1. プリキュア〜永遠のともだち〜(2014Version)
歌：工藤真由、キュアハート（生天目仁美）、キュアラブリー（中島愛）
作詞：六ツ見純代、作曲・編曲：高梨康治
東映系アニメ映画『映画 プリキュアオールスターズNewStage3 永遠のともだち』オープニングテーマ
前々回、前回と歌った工藤真由が3作目も担当し、さらに2013年のテレビシリーズ『ドキドキ!プリキュア』の主人公・相田マナ / キュアハート役の生天目仁美と2014年のテレビシリーズ『ハピネスチャージプリキュア!』の主人公・愛乃めぐみ / キュアラブリー役の中島愛が参加している。
2. プリキュア・メモリ(NewStage3 Version)
歌：キュアブラック（本名陽子）、キュアブルーム（樹元オリエ）、キュアドリーム（三瓶由布子）、キュアピーチ（沖佳苗）、キュアブロッサム（水樹奈々）、キュアメロディ（小清水亜美）、キュアハッピー（福圓美里）、キュアハート（生天目仁美）、キュアラブリー（中島愛）
作詞：只野菜摘、作曲：小杉保夫、編曲：Dr.Usui
東映系アニメ映画『映画 プリキュアオールスターズNewStage3 永遠のともだち』エンディングテーマ
『ハピネスチャージプリキュア!』エンディングテーマのカバー版。前2作は吉田仁美が歌ったテレビ版（『イェイ!イェイ!イェイ!』『この空の向こう』）をそのまま使用したが、今回は歴代の主人公プリキュア役の声優9人が揃って歌唱を担当している。

### その他収録CD
各作品のサウンドトラックに「映画version」として収録されているほか、『プリキュア映画主題歌コレクション2』にも3作品全ての楽曲が収録されている。